# 翁庆章
翁庆章（1930年—），男，浙江萧山人，中国运动医学专家，曾任中国登山队医生，中国登山协会委员，第六届全国政协委员。